# Romantico Rock Show
Romantico Rock Show è l'ottavo album in studio di Gianluca Grignani, pubblicato il 29 gennaio 2010.
Oltre al disco, su iTunes è disponibile il video del brano inedito Allo stesso tempo.
Il 29 gennaio 2011 l'album è stato certificato disco d'oro per le oltre 30 000 copie vendute.

## Tracce
Testi e musiche di Gianluca Grignani.
1. Intro CD - 0:54
2. Più veloce del suono - 3:05
3. Romantico Rock Show - 4:43
4. Sei sempre stata mia - 3:41
5. Un anno come un'ora - 4:37
6. Il più fragile - 4:12
7. Rimani acqua di mare - 3:55
8. Sei unica - 3:51
9. Amica mia - 4:01
10. Non ho più fiducia - 4:23
11. Come solo tu - 4:09
12. Le-Ro-Là - 4:12

## Singoli
- Sei sempre stata mia (1º gennaio 2010)[4][5]
- Il più fragile (12 marzo 2010)[6]
- Sei unica (10 settembre 2010)[7]
- Romantico rock show (7 gennaio 2011)
- Allo stesso tempo

## Classifiche
| Classifica (2010) | Posizione massima |
| ----------------- | ----------------- |
| Italia            | 4                 |